# 武性

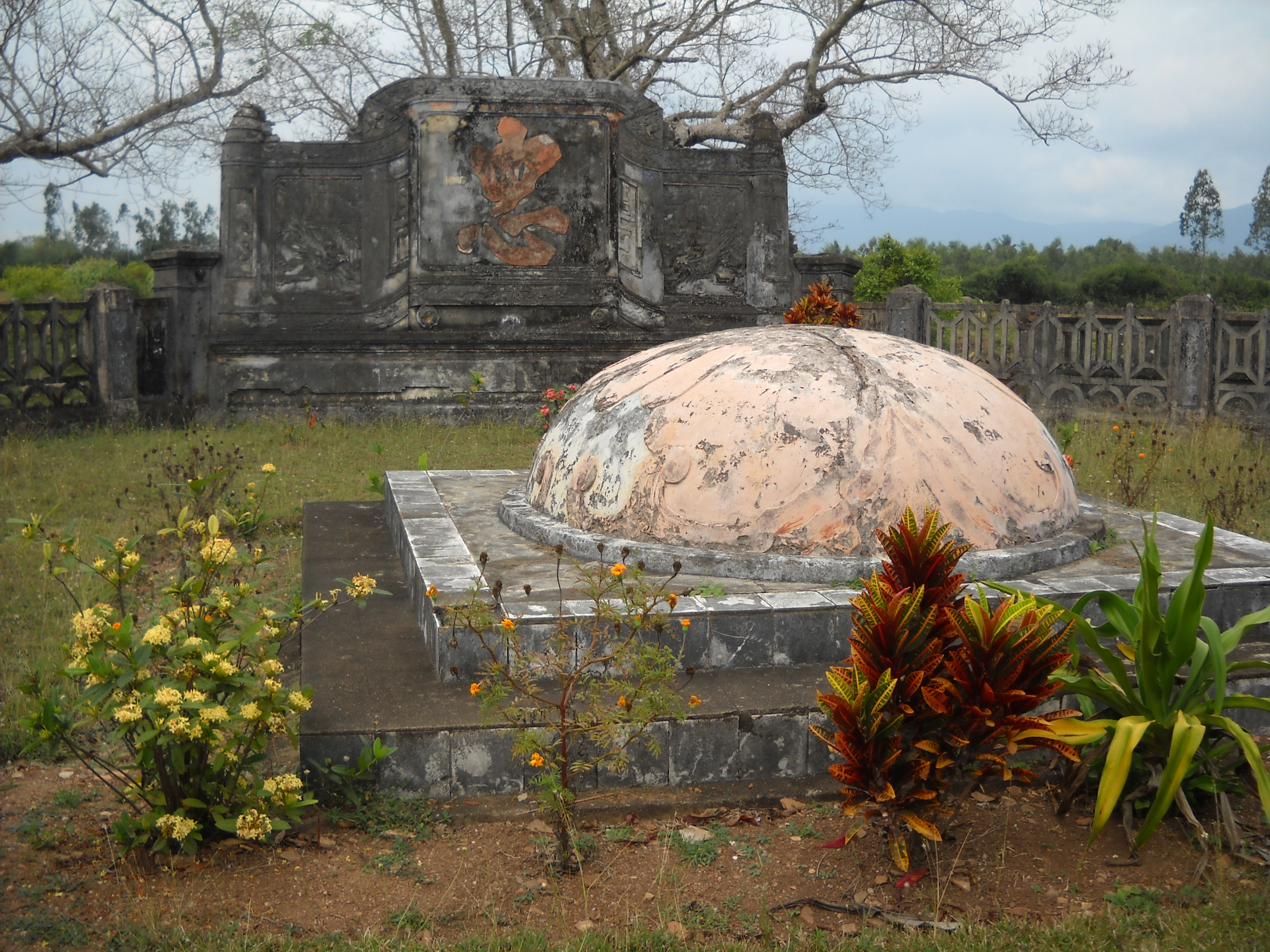
武性墓

武性（越南语：／，？—1801年），本名武宗性，因避紹治帝諱改稱“武性”，《欽定大南會典事例》中則稱作“武尊性”，部分資料也稱其為“武文性”。他是18世紀時期越南軍事人物，阮福映復國時期的將領。

## 生平
武性出生在鎮邊營福隆縣福安總福星村。武性的兄長武宗閑，是阮主麾下東山軍首領杜清仁的部將。
景興四十二年（1781年），杜清仁被其主公阮福映殺害。武宗閑舉兵反阮，被阮福映誅殺。
景興四十五年（1784年），阮福映在瀝涔𣒱蔑之戰中慘敗，逃往暹羅。武性趁機聚集兄長武宗閑的餘黨，在芙園起兵，後轉移義兵至孔雀原，發展至一萬多人。武性將義兵分為五支五校，自稱總戎。因為孔雀原屬於鎮定營建康縣建和總，所以武性的義兵自號“建和道兵”。當時舊阮軍隊已經撤離該地，這使得西山軍成為了建和軍在嘉定地區唯一的敵人。建和軍四處劫殺西山兵，以至西山兵稱“嘉定三雄，武性其一，不可犯也”。
景興四十八年（1787年），阮福映計劃再次攻佔柴棍的時候，試圖同建和軍結為同盟，但被武性拒絕了。次年，武性決定同阮福映結盟，建和軍被收編入了阮主的軍隊。隨後阮福映封之為先鋒營欽差總戎掌奇，並將妹妹阮氏玉瑜嫁給了他。
景興五十年（1789年），武性和前軍黎文勻、後軍阮福會、管先鋒水軍阮文張等合兵攻打柴棍，迫使西山軍守將太保范文參投降阮軍，這標誌著西山朝對嘉定統治的終結。景興五十一年（1790年），武性和黎文勻進攻潘里，西山守將都督陶文虎逃走。黎文勻自誇功勞，武性對此十分鄙視。阮福映知道二人不和，召武性返回嘉定。當時黎文勻率軍進攻潘郎，被西山軍圍攻。黎文勻向武性告急，武性不顧而去。事後，武性被降為該奇，但仍掌管先鋒營。景興五十二年（1791年），武性改掌後軍營。景興五十四年（1793年），阮福映親征歸仁，以武性為欽差掌後軍營平西參乘將軍，隨軍作戰。武性在施耐海口擊退阮文岳之子阮文寶，與阮福會匯合，使得阮文寶退入歸仁城。
景興五十五年（1794年），武性領命進攻歸仁，在富安大破敵軍，進兵施耐。不久班師。阮福映為挑選大將鎮守延慶而煩惱。武性自請留守延慶，獲得阮福映贊許。同年，西山總管陳光耀進攻富安，隨後圍攻延慶城，阮福映令武性堅守不出，等待援軍。景興五十六年（1795年）秋，陳光耀撤離，武性返回嘉定，被封為欽差掌後軍平西驂乘大將軍郡公。景興五十八年（1797年），武性率阮軍自水路襲擊廣南省，迅速擊敗了西山軍並佔領了當地。
景興六十年（1799年），阮福映第三次進攻歸仁。這次進攻以勝利告終，阮福映奪取了歸仁城堡，並將該地區改名「平定」。阮福映讓武性鎮守該城，吳從周擔任副手，其本人則率主力部隊回到西貢。同年冬，西山軍的重要將領陳光耀和武文勇率大軍，水陸兩栖攻打歸仁，試圖重新佔領該城。
西山軍迅速佔領了包括尸耐港在內的歸仁城堡附近的城鎮。隨後西山軍以圍而不攻的策略，試圖迫使歸仁城投降。此外，西山軍統帥也以心理戰術，誘使原西山軍的城內守軍叛逃。武性不得不緊閉城門等待援軍。
阮福映立即發兵北上前往歸仁支援武性，但歸仁的阮軍無法衝破西山軍的包圍圈，一場消耗戰爆發了。阮福映意識到自己的被動局面，下令武性棄城逃出。但武性拒絕了，他希望牽制西山軍的主力，使阮福映能夠攻擊富春城。阮福映只得同意，攻下了富春，迫使西山朝皇帝阮光纘逃往昇龍。這次戰役是阮軍的決定性勝利，嚴重削弱了西山朝的實力，此戰之後，西山朝無法再次對阮軍形成威脅。歸仁保衛戰一直持續到了1801年6月城中糧食耗盡為止。
當歸仁城中糧食耗盡時，武性接受了西山軍主帥陳光耀投降的建議，條件是西山軍保證不殺害城中的阮軍將士。武性命令人取稻草堆在八角樓之下，倒進火藥，自己投身於其中自焚而死。其協鎮吳從周等人亦仰藥自殺殉死。此後，歸仁城守軍獻城投降。陳光耀率軍進城之後，下令禮葬武性等人。
嘉隆元年（1802年），阮福映建立阮朝之後，遣丁公謙和尊室昞前往施耐戰場，收斂武性遺骸，將他歸葬嘉定（今屬胡志明市富潤郡），並追贈武性為翊運功臣特進輔國上將軍上柱國太尉性國公，諡忠烈。嘉隆三年（1804年），列祀嘉定顯忠祠。嘉隆四年（1805年），賜從祀太廟。嘉隆九年（1810年），列祀中興功臣廟。明命五年（1824年），改從祀世廟。明命十二年（1831年），明命帝追贈為佐運功臣特進壯武大將軍後軍都統府掌府事太師，仍諡忠烈，封懷國公（越南语：／）。今鵝貢市有祭祀他的武國公廟。
武性同阮福映的部將杜清仁、朱文接二人，併稱「嘉定三雄」（Gia Định Tam Hùng）。

### 引用
1. ↑  黄明，第111页。
2. 1 2  崔秉旭，第27页。
3. 1 2  黄明，第112页。
4. ↑  陈仲金，第391页。
5. ↑  黄明，第113页。
6. ↑  陈仲金，第391–392页。
7. ↑  陈仲金，第393页。
8. 1 2  谢志大长，第319–320页。
9. ↑  潘珖，第550页。
10. 1 2 3  陈仲金，第396页。
11. 1 2  黄明，第113页。
12. ↑  黄明，第105页。